# Mbaramo (Lushoto)
Mbaramo è una circoscrizione rurale (rural ward) della Tanzania situata nel distretto di Lushoto, regione di Tanga. Conta una popolazione di 12 465 abitanti (censimento 2012).